# Víktor Vekselberg
Víktor Felíxovich Vekselberg (en ruso: Виктор Феликсович Вексельберг, en ucraniano: Віктор Феліксович Вексельберг; nacido el 14 de abril de 1957) es un oligarca, multimillonario y empresario ruso-chipriota nacido en Ucrania. Es propietario y presidente de Renova Group, un conglomerado ruso. Según Forbes, en noviembre de 2021, su fortuna se estimó en 9,300 millones de dólares, lo que lo convierte en la persona número 262 más rica del mundo.
Vekselberg es cercano al Kremlin, supervisando proyectos para modernizar la economía rusa. En abril de 2018, Estados Unidos le impuso sanciones a él y a otros 23 ciudadanos rusos en relación con la adhesión de Crimea por parte de Rusia, congelándole oficialmente hasta $2 mil millones en activos. En marzo de 2022, tras la invasión rusa de Ucrania, Estados Unidos reforzó sus sanciones; Reino Unido, la UE y Australia también impusieron sanciones a Vekselberg, incautándole activos e imponiéndole una prohibición de viajes.

## Primeros años y educación
Víktor Vekselberg nació en 1957, de padre judío ucraniano y madre rusa en Drohóbych, República Socialista Soviética de Ucrania (aunque algunos informes afirman que nació en Leópolis). En 1979, se graduó del Instituto de Ingeniería de Transporte de Moscú. A partir de entonces, trabajó como ingeniero y director de investigación en una fábrica de bombas hidráulicas de propiedad estatal.

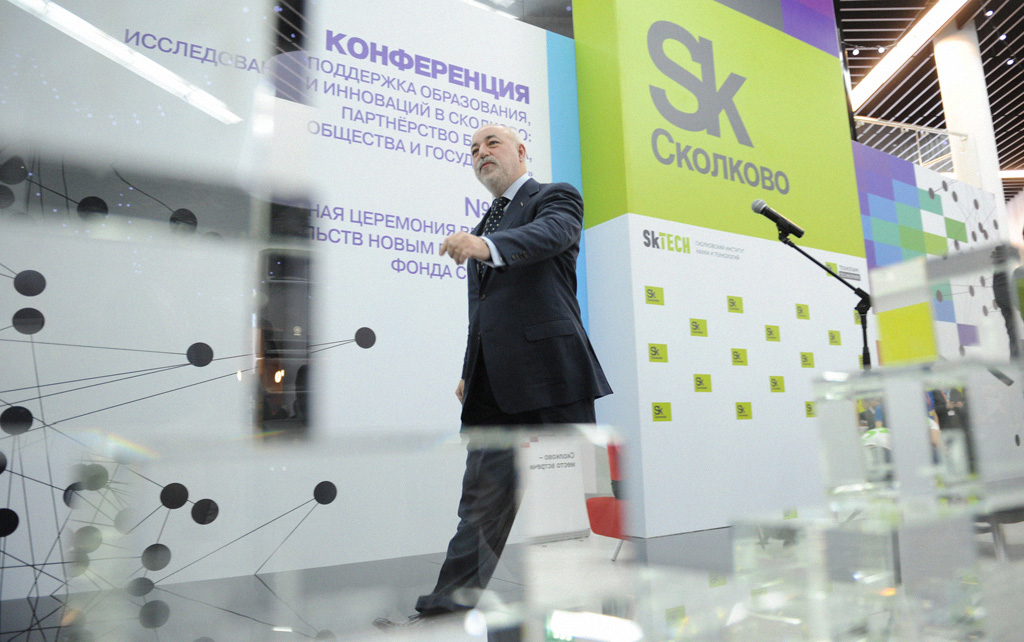
Vekselberg dando una presentación en el Instituto Skolkovo de Ciencia y Tecnología

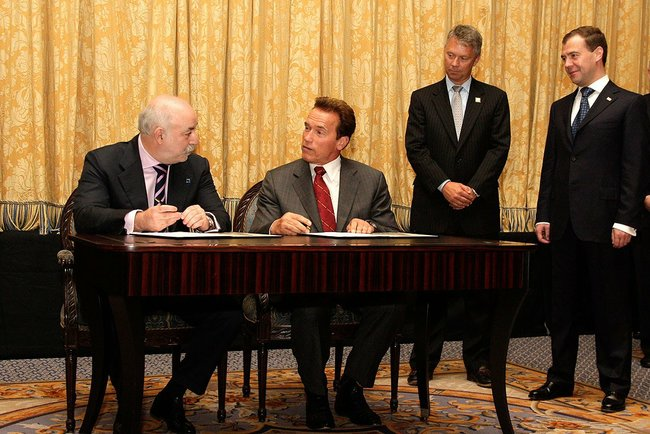
El presidente ruso, Dmitri Medvédev, es testigo de la firma de un memorando de cooperación entre el gobernador de California, Arnold Schwarzenegger y Víktor Vekselberg, 23 de junio de 2010.

## Carrera profesional
En 1988, después de que la administración de Gorbachov relajara las restricciones a las empresas privadas como parte de su nueva política Perestroika y Glasnost, fundó NPO KomVek, que trabajaba para la planta de aluminio de Irkutsk y en 1990, cofundó el Grupo Renova junto con un compañero de la universidad, Leonard Blavatnik. KomVek poseía el 67% de Renova y la empresa Access Industries, de Blavatnik, poseía el resto. Se benefició financieramente de la privatización de la industria del aluminio en Rusia bajo la administración de Yeltsin en 1993. En 1996, cofundó Siberian-Urals Aluminium Company (SUAL) mediante la fusión de las plantas de aluminio Ural e Irkutsk. (SUAL luego se incorporaría a United Company RUSAL, la empresa de aluminio más grande del mundo). Utilizando los ingresos generados por su negocio de aluminio, compró una participación minoritaria en Tyumen Oil (TNK), una de las mayores empresas de petróleo y gas de Rusia. En 1997, aseguró su participación mayoritaria en Tyumen y fue nombrado miembro de la junta directiva; en 1998, fue nombrado presidente de la junta. Posteriormente, integró esos y otros activos bajo el paraguas de Grupo Renova, delegando responsabilidades operativas a los gerentes.
En 2003, el Grupo Renova, junto con Access Industries (propiedad de Leonard Blavatnik) y el Grupo Alfa (propiedad de Mikhail Fridman, German Khan y Alexei Kuzmichov) anunciaron la creación de una asociación estratégica para mantener conjuntamente sus activos petroleros en Rusia y Ucrania, formando el consorcio AAR. En el mismo año, fusionaron AAR con los activos petroleros rusos de BP en una empresa conjunta 50-50 denominada TNK-BP, la transacción privada más grande en la historia de Rusia. Actuando como presidente de la junta directiva de TNK, Vekselberg jugó un papel decisivo en la negociación y cierre de la transacción.
En abril de 2009, el Departamento Federal de Finanzas de Suiza inició una investigación penal contra Vekselberg en relación con presuntas violaciones de la ley de valores. Como resultado de la investigación, las autoridades suizas multaron a Vekselberg con 38 millones de dólares. En 2008, Vekselberg logró un acuerdo entre los gobiernos ruso y húngaro, comprando el antiguo edificio de la embajada de Hungría por 21 millones de dólares e inmediatamente vendiéndolo al gobierno ruso por 116 millones de dólares, cuando el precio de mercado del edificio se estimaba en 50 millones de dólares. El rastreo de esta transacción por parte de Alexéi Navalni y el proyecto Rospil ha encontrado varios documentos sin validez y con fechas falsas, lo que sugiere que hubo colusión (por ejemplo, la licitación realizada por la parte húngara era totalmente ficticia, ya que el edificio ya estaba vendido en ese momento). Los funcionarios húngaros responsables del acuerdo (Tátrai Miklós, Marta Horvathne Fekszi y Arpad Szekely) fueron detenidos en febrero de 2011. Por la parte rusa, recién se inició una investigación criminal en agosto de 2013.
En 2010, Vekselberg fue nombrado presidente de la Fundación Skolkovo, una organización sin fines de lucro financiada por una combinación de inversores privados y el gobierno ruso, con el objetivo de construir un centro de investigación tecnológica en Rusia. Como presidente, Vekselberg firmó un acuerdo para que Cisco Systems invirtiera mil millones de dólares durante diez años en proyectos de la Fundación Skolkovo. Posteriormente, la Oficina Federal de Investigaciones emitió un comunicado en el que afirmaba que el gobierno ruso estaba utilizando la Fundación Skolkovo para obtener acceso a tecnología estadounidense clasificada.
En mayo de 2010, Vekselberg informó que se mudaría de Zúrich al cantón de Zug, una región de Suiza que aún apoya la política de impuestos de suma fija, que Zúrich abolió.
En marzo de 2017, se le ofreció la ciudadanía de la República de Chipre debido a sus inversiones en el país, sin embargo, un portavoz de Vekselberg reiteró que él solo contaba con ciudadanía rusa.

### Programa de sanciones de los Estados Unidos
Vekselberg es uno de los muchos "oligarcas" rusos nombrados en la Ley estadounidense para contrarrestar a adversarios a través de sanciones (CAATSA, por sus siglas en inglés) promulgada por el presidente Donald Trump en 2017.
En marzo de 2018, miembros del equipo de investigadores del consejo especial de Robert Mueller interrogaron a Vekselberg en un aeropuerto de Nueva York.
En abril de 2018, el Departamento del Tesoro de los Estados Unidos impuso sanciones a Vekselberg y Renova Group a través de la Orden Ejecutiva 13662 ("Bloqueo de bienes de personas adicionales que contribuyen a la situación en Ucrania").
Una empresa emergente de seguridad cibernética asociada con el candidato a primer ministro israelí, Benny Gantz, cerró debido a la congelación de fondos por parte de Estados Unidos, pues Víktor era inversor en la empresa tecnológica de Gantz.
En febrero de 2021, Vekselberg se quejó de que más de 1,500 millones de dólares de sus fondos estaban congelados en cuentas bancarias estadounidenses y suizas y que no se le permitía enviar "pequeñas cantidades" a organizaciones benéficas.

### Incautación del yateTango
Tras la invasión rusa de Ucrania en 2022, el presidente de los Estados Unidos, Joseph R. Biden, firmó Orden Ejecutiva 14068, "Prohibición de ciertas importaciones, exportaciones y nuevas inversiones con respecto a la agresión continua de la Federación Rusa", una orden de sanciones económicas en virtud de la Ley de poderes económicos de emergencia internacional de los Estados Unidos. La orden apuntaba a dos propiedades de Vekselberg por un valor estimado de $180 millones: un avión Airbus A319-115 y el yate Tango. Las estimaciones del valor del Tango oscilan entre 90 millones de dólares (estimación del Departamento de Justicia de EE. UU.) y 120 millones de dólares (del sitio web Superyachtfan.com).
En abril de 2022, el yate fue incautado por la Guardia Civil de España y agentes federales estadounidenses en Mallorca. Un comunicado de prensa del Departamento de Justicia de los Estados Unidos afirma que la incautación del Tango se realizó a pedido del Grupo de Trabajo KleptoCapture, un grupo de trabajo interinstitucional operado a través del Fiscal General Adjunto de los Estados Unidos.
Este asunto está pendiente en el Tribunal de Distrito de los Estados Unidos para el Distrito de Columbia. La declaración jurada de la orden de incautación establece que el yate está incautado por probable comisión de fraude bancario y lavado de dinero, según lo autorizado por los estatutos estadounidenses sobre extinción de dominio civil y penal.

## Colección de arte

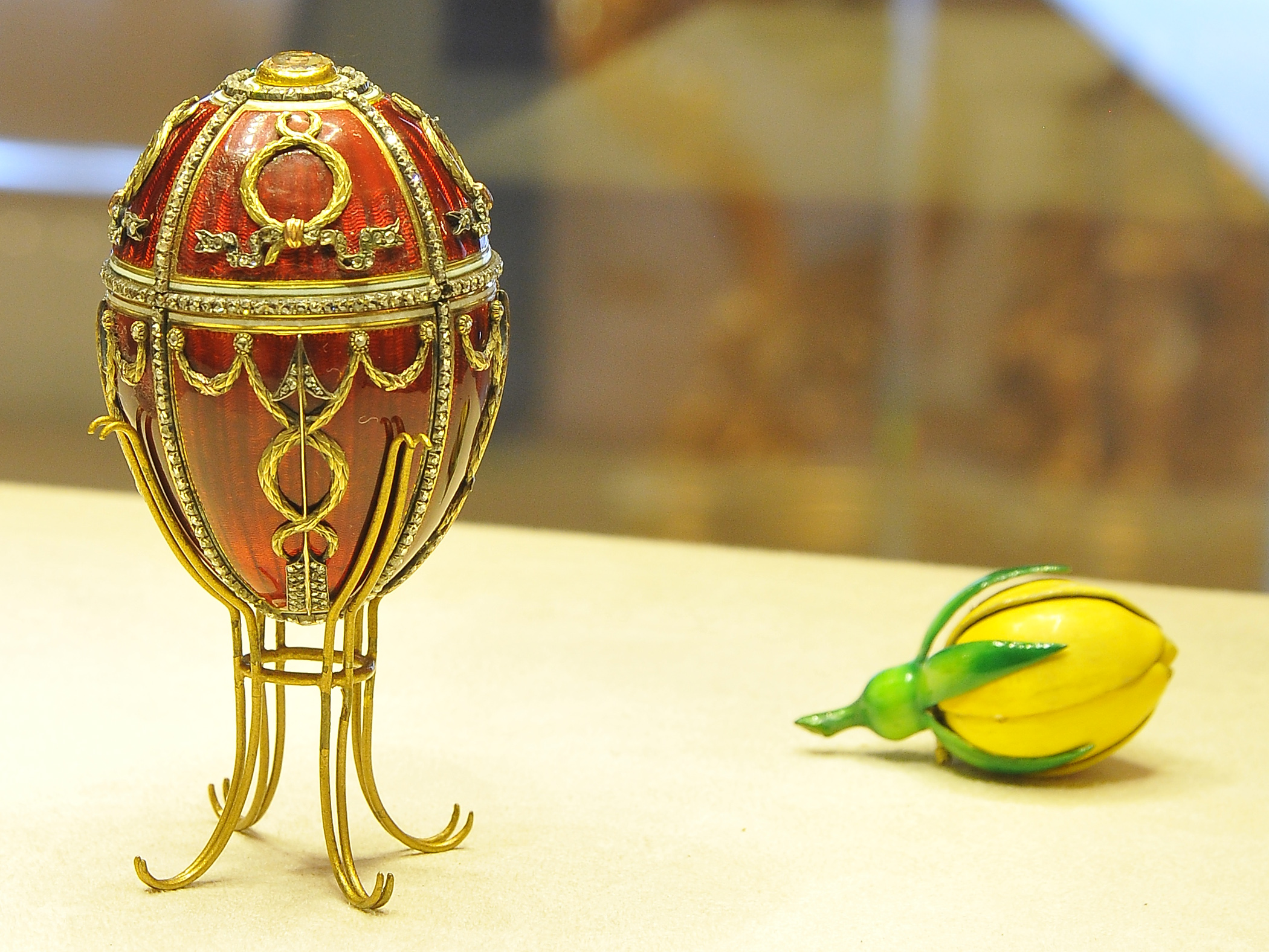
Huevo de Pascua imperial "Rosebud".

En febrero de 2004, Vekselberg compró nueve huevos de Pascua Imperiales Fabergé de la familia editorial Forbes en la ciudad de Nueva York. La colección fue transportada a Rusia y expuesta en el Kremlin y Dubrovnik en 2007. Vekselberg es el propietario más grande de huevos Fabergé en el mundo, posee quince de ellos (nueve Imperiales, dos Kelch y otros cuatro huevos Fabergé). En un documental de BBC Four de 2013, Vekselberg reveló que había gastado poco más de 100 millones de dólares en la compra de los nueve huevos Fabergé Imperiales de la colección Forbes. Afirma no haberlos exhibido nunca en su casa, diciendo que los compró porque son importantes para la historia y la cultura rusas, y creía que eran el mejor arte de joyería del mundo. En el mismo documental de la BBC, Vekselberg reveló tener planes de abrir un museo para exhibir los huevos de su colección. En 2013 se cumpliría esta intención, inaugurando el Museo Fabergé de San Petersburgo, Rusia, el 19 de noviembre.
En septiembre de 2006, Vekselberg aceptó pagar aproximadamente $1 millón para transportar las campanas Lowell House de la Universidad de Harvard  de regreso a su ubicación original, en el Monasterio de Danílov, y comprar unas campanas de reemplazo. Las campanas históricas regresaron a Moscú el 12 de septiembre de 2008, con la ayuda del director estadounidense de la organización, Edward Mermelstein.
Vekselberg pagó 1.7 millones de libras esterlinas en una subasta de Christie's en 2005 por Odalisque, un desnudo que se pensaba era obra del artista ruso Boris Kustodiev. Sin embargo, poco después de la compra, los expertos que trabajaban para el fondo de arte de Vekselberg, Aurora, comenzaron a poner en duda la autenticidad de la imagen. Afirmaron que la firma de Kustodiev, con fecha de 1919, se hizo con un pigmento a base de aluminio que no estuvo disponible hasta después de la muerte del artista, en 1927. Vekselberg demandó a Christie's y el juez dictaminó en julio de 2012 que tenía derecho a recuperar los 1.7 millones de libras esterlinas que pagó por la pintura, además ordenó a Christie's pagar alrededor de 1 millón de libras esterlinas en costos.

## Donaciones
La firma Renova de Vekselberg ha donado entre $ 50,000 y $100,000 a la Fundación Clinton.
Donó $4.5 millones para la construcción del Museo Judío y Centro de Tolerancia de $50 millones en Moscú, y es el presidente del consejo de administración del museo. Financia la restauración y construcción de sinagogas en Rusia, incluida la construcción de la Sinagoga Coral en Saratov.
En 2019, se inauguró un monumento en Moscú para conmemorar a los héroes de la resistencia en campos de concentración y guetos. Vekselberg donó $300,000 para su creación.
En 2020, al inicio de la pandemia de coronavirus, Víktor Vekselberg donó 180 millones de rublos para comprar equipo médico, equipos de protección personal y alimentos para grupos de ciudadanos socialmente vulnerables.
En 2021, el ministro ruso del Exterior, Sergéi Lavrov, premió a Víktor Vekselberg, entre otros líderes de la Unión Rusa de Industriales y Empresarios, por ayudar a traer de regreso a turistas rusos del extranjero.

## Vida personal
Está casado con Marina y tiene una hija y un hijo. Su padre es judío y su madre cristiana. Se identifica a sí mismo como multinacional y no asiste semanalmente a la sinagoga ni a la iglesia.
Vekselberg es amigo y socio desde hace mucho del multimillonario británico-estadounidense y principal donante del Partido Republicano, Leonard Blavatnik, quien es cercano al ex primer ministro israelí, Benjamín Netanyahu.
Víktor llama una tragedia el hecho de no haber podido visitar a su hija y nieto en Nueva York al ser sancionado por la administración del presidente Trump.
Según los informes, Vekselberg vive en Suiza.